# Kohorte (militær)
 For alternative betydninger, se Kohorte. (Se også artikler, som begynder med Kohorte)
En kohorte (latin: cohors, pl. cohortes) var den mindste taktiske enhed i de romerske legioner, efter at disse var blevet reformeret af Gajus Marius i 107 f.Kr. Standardstørrelsen på en kohorte ændrede sig over tid og afhang ligeledes af den specifikke situationen, men generelt var en kohorte sammensat af ca. 400-500 soldater og var opdelt i 6 centurier. En legion havde 10 kohorter, hvoraf første kohorte var større end de øvrige.
En kohorte anses for at svare til en moderne militærbataljon. Kohorten erstattede maniplen. Fra slutningen af andet århundrede f.Kr. og indtil midten af det tredje århundrede e.Kr. udgjorde ti kohorter (omkring 5.000 mand i alt) en legion. Kohorter fik navnet "første kohorte", "anden kohorte" osv. Den første årgang bestod af erfarne legionærer, mens legionærerne i tiende årgang var mindre erfarne.